# Nazlı Ceren Argon
 Nazlı Ceren Argon (3. prosinca 1983. – Ankara, Turska) turska je glumica. Diplomirala je na Bilkent Universityju. Odigrala je nekoliko televizijskih uloga od kojih je najvažnija Arza u Tisuću i jednoj noći. Visoka 1,73 m.

## Filmografija
- Tisuću i jedna noć kao Arza (2008.)
- Izgubljena princeza kao İris (2008.)
- Dudaktan Kalbe kao Pınar (2008.)
- Semun kao Banu (2008.)
- Tatli bela Fadime kao Yasemin (2007.)
- Ne Seninle Ne Sensiz kao Ayşegül (2005.)